# Марковка (Ивано-Франковская область)
Ма́рковка (укр. Марківка) — село в Печенежинской поселковой общине Коломыйского района Ивано-Франковской области Украины.
Население по переписи 2001 года составляло 1089 человек. Занимает площадь 11,366 км². Почтовый индекс — 78275. Телефонный код — 03433.